# Amblycirrhitus oxyrhynchos
Amblycirrhitus oxyrhynchos är en fiskart som först beskrevs av Bleeker, 1858.  Amblycirrhitus oxyrhynchos ingår i släktet Amblycirrhitus och familjen Cirrhitidae. Inga underarter finns listade i Catalogue of Life.